# Николай Овсяни
Николай Романович Овсяни (на руски: Николай Романович Овсяный) е руски офицер, генерал-майор, военен историк и писател (пише и под псевдонима Н. Югов) и славянофил.

## Биография
Роден е на 7/19 декември 1847 г. в Киевска губерния. Завършва Александровското военно училище през 1867 г. Щабс-капитан от руската гвардия.
Участник в Руско-турската война (1877 – 1878). Награден е с орден „Света Ана“, 3 степен. От февруари 1878 г. до април 1879 г. е временен окръжен управител на Кюстендил. Поставя основите на гражданското управление и българското административно управление в града и окръга, като провежда изборите за градски и съдебни съвети и народни представители от Кюстендилски окръг в Учредителното събрание. Под негово ръководство в Кюстендил са разкрити Окръжно ковчежничество, Акцизно управление, болница, телеграф и Общополезна каса.
След оттеглянето на руските войски през 1879 г. служи в Петербург. През 1886 г. е назначен за възпитател на черногорския княз Данило в Цетине.
През 1894 г. се завръща в Русия и става професор по военна история и история на славяните към Николаевската академия на Генералния щаб. От 1880 г. е член на Руското географско дружество и на славянското благотворително дружество в Санкт Петербург. През 1906 г. става член на Съвета на Славянското дружество.
По време на Балканската война (1912 – 1913) изпраща лекари и медицинска помощ. Като пълномощник на Черняевския комитет престоява в Косово и Македония. Обхожда планинските райони на Сърбия, като подпомага пострадали от войната сръбски семейства. По време на своите обиколки се простудява тежко и след завръщането си в Русия умира на 16 май 1913 г.
Автор на книгата „Болгарское ополчение и земское войско“, Санкт Петербург, 1904 г., която е ценен извор за създаването на Българската армия.